# John Brown (Mediziner)

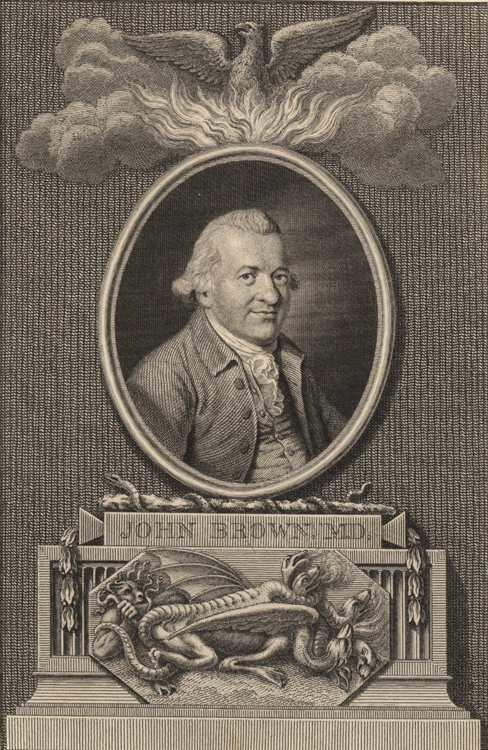
John Brown

John Brown (* 1735 in Buncle, Berwickshire/Schottland; † 7. Oktober 1788 in London) war ein schottischer Arzt und Neurophysiologe in Edinburgh und London (Königreich Großbritannien). Er begründete die Erregungstheorie. Auf ihn und seine Reizlehre geht der nach ihm benannte Brownianismus zurück.

## Leben
Der im Dorf Buncle geborene Brown war in Duns aufgewachsen und zunächst als Leineweber tätig. Er hatte ursprünglich bis 1759 eine theologische Ausbildung verfolgt, wandte sich dann jedoch, nachdem er die medizinische Dissertationen eines Bekannten ins Lateinische übersetzt hatte, dem Medizinstudium zu. Zur Finanzierung seines Lebensunterhalts fertigte Brown auch weitere Übersetzungen (zu 5 Guineen) und Dissertationen (zu 10 Guineen) für junge Ärzte an. Brown war ein Schüler von William Cullen, der den durch „zügellose Ausschweifungen“ mittellos gewordenen Alkoholiker unterstützte und ihn zunächst als Hauslehrer anstellte und ihm Privatissima bei den Studenten verschaffte. Bereits Cullen hatte seine Lehre von der Nervenkraft auf alle Krankheiten ausgedehnt. Diesen Weg verfolgte Brown weiter, indem er die zeitgenössischen neurophysiologischen Erkenntnisse auf die nervöse Erregbarkeit reduzierte und für alle Krankheiten verallgemeinerte. Durch die Überspitzung der Lehre Cullens zerstritt er sich jedoch mit seinem früheren Gönner. Eine Professur blieb Brown versagt. Seine unter der Bezeichnung des Brownianismus bekannt gewordene Lehre erinnert gemäß den Prinzipien der moralischen Behandlung an den angestrebten Mittelweg zwischen Erregung von Leidenschaften und Mäßigung durch die Vernunft. Er starb betrunken und nach Einnahme einer großen Dosis Opium bzw. Laudanum, bevor er einem Ruf nach Berlin folgen konnte.
Meyers Konversationslexikon von 1892 berichtet zur Biografie Browns: „Brown […] geriet durch ungeregeltes Leben, übermäßigen Gebrauch von Spirituosen und Opium in schwerste Bedrängnis, sank nach seiner Übersiedelung nach London 1786 immer tiefer und starb (7. Okt. 1788) daselbst am Schlagfluß.“

## Leistungen
Brown ging davon aus, dass „Erregbarkeit“ als eine im ganzen Körper verbreitete Eigenschaft, durch einen äußeren Reiz zu einer bestimmten Tätigkeit angeregt werden zu können, die Quelle des Lebens ist. Krankheiten werden in der Nosologie von Browns als Ausdruck von zu starker oder auch zu geringer Erregung (im Sinne von Wirkung des Reizes auf die Erregbarkeit) verstanden. Dieses sind wiederum durch ein Missverhältnis von äußeren wie inneren Reizen und der von den Nerven und Muskeln vermittelten Erregbarkeit auf den Organismus selbst zurückzuführen. Als Reize werden Bedingungen verstanden wie Temperatur, Luftverhältnisse, Nahrungsstoffe aber auch psychische Affekte. Er teilte die allgemeinen (nicht örtlichen) Krankheiten in asthenische Krankheiten  und sthenische Krankheiten. Erstere seien die Folge eines zu geringen Reizzustandes mit zu geringer Erregung (Asthenie) und letztere die Folge eines zu starken Erregungszustandes bei übergroßer Erregung (Sthenie).
Die Begriffe der Sthenie und Asthenie haben sich im psychiatrischen Schrifttum bis heute erhalten, siehe auch den von George Miller Beard populär gemachten Begriff der Neurasthenie. - Klaus Dörner glaubt, dass die Leistung Browns schon zu einer anderen Epoche zählt, die er zweifelsfrei als Übergangsära zur romantischen Epoche qualifiziert, siehe auch die Rezeption des Brownianismus. Der Brownianismus sei nur deshalb auch auf die Psychiatrie bezogen, weil damit Anspruch auf Gültigkeit für die gesamte Medizin erhoben wird.

## Schriften (Auswahl)
- Elementa medicinae. Denovan, Edinburgh 1780.